# Аццо VII д'Есте
Аццо VII д'Есте (італ. Azzo VII d'Este; 1205–1264) — 1-й маркіз Феррари у 1215—1222 і 1240—1264 роках.

## Життєпис
Походив з аристократичного дому Есте. Син Аццо VI, маркіза Есте, та його третьої дружини Аліси (доньки Рено де Шатільйона, князя Антіохії). Народився 1205 року в Феррарі. В 1212 році після смерті батька, маркізом стає старший зведений брат Альдобрандіно I. Невдовзі для отримання Анконської марки той взяв великий кредит у флорентійських банкирів,і як заставу залишив Аццо.
1215 року раптово, можливо від отруєння, помирає Альдобрандіно I і Аццо оголошується новим маркізом. Його мати вносить необхідні кошти, щоб того відпустили з Флоренції. Стикнувся з протистояння Салінгуерри II Тореллі, що з 1213 року був співмаркізом Феррари. Знаходився під опікою Альберто да Баоне і Тізоне да Кампосампєро, маркізів Тревізо.
1222 року останнього як лідера феррарських гібелінів підтримав імператор Фрідріх II Гогенштауфен, змусивши Аццо VII зректися Феррари. Натомість отримав сеньйорії Адрія і Ровіго. 1225 року папа римський Гонорій III надає йому інвеституру на Анконську марку. Аццо VII стає лідером гвельфів в Романьї. 1237 року уклав союз з Венецією та Болонією, спільно з якими взяв в облогу Феррару. За цим підступом зумів захопити суперника Салінгуерру II, якого в кайданах було відправлено до Венеції. Втім у 1238 року його єдиний син-спадкоємець потрапив у полон до гібелінів.
1240 року знову стає правителем Феррари. Саме він першим став титулюватися як маркіз Феррари. 1242 року обирається пожиттєвим подестою міста. 1249 року брав участь у битві при Фоссальто, де імперські війська на чолі із Енцо Гогенштауфен зазнали ніщивної поразки. Проте вже у 1250 році стикнувся з іншим представником династії Гогенштауфенів — Еццеліно III да Романо. В боротьбі з ним втратив до 1254 року частину володінь, фактично контролював лише міста Феррару, Адрію та Ровіго. 1259 року Аццо VII звитяжив у битві під Кассано-д'Адда, де коаліція держав-гвельфів завдала рішучої поразки Еццеліно III.
Повернув усі втрачені землі, зміцнюючи владу. Помер 1264 року. Оскільки його син Рінальдо помер у 1251 році, то спадкував онук Обіццо II д'Есте.

## Родина
1. Дружина — Джованною да Апулія
Діти:
- Рінальдо I (1221—1251), помер у апулійській в'язниці.
- Беатриче II, аббатиса монастиря Сан Антоніо в Полезині
- Кубітоза
- Констанца, дружина Гульєльмо Паваччіно

2. Дружина — Амабілії, донька Гвідо Паллавічіні
Дітей не було.